# Timo Zorn
Timo Zorn (* 1984/1985 in Hamburg) ist ein deutscher Footballtrainer und ehemaliger -spieler.

## Laufbahn
Zorns Vereinskarriere im American Football nahm 1999 bei den Hamburg Huskies ihren Anfang. 2002 weilte er in den Vereinigten Staaten. Ab 2004 trug er die Farben der Hamburg Blue Devils, für die er im Nachwuchs sowie in der Football-Bundesliga spielte. 2005 erreichte er mit den Hamburgern das Endspiel um die deutsche Meisterschaft, musste sich dort aber Braunschweig geschlagen geben. Zorn blieb bis 2006 bei den Blue Devils.
Im Zeitraum zwischen 2007 und 2009 spielte der Wide Receiver für die Hamburg Eagles in der zweiten Liga. 2010 wechselte er zu den Kiel Baltic Hurricanes und wurde mit der Mannschaft aus der Landeshauptstadt Schleswig-Holsteins deutscher Meister. 2011 ging er zum Zweitligisten Lübeck Cougars, mit dem er dann 2012 in der GFL antrat, nachdem die Mannschaft in die höchste deutsche Spielklasse nachgerückt war.
2013 schloss sich Zorn, der eine Ausbildung zum Groß- und Außenhandelskaufmann durchlief und ein Lehramtsstudium verrichtete, wieder den Kiel Baltic Hurricanes an. Im Anschluss an das Spieljahr 2015 zog sich Zorn aus dem Kader der Kieler zurück und war fortan in der Geschäftsstelle der Mannschaft im Bereich Vermarktung tätig, zudem arbeitete er an der Durchführung der Spieltage mit. Neben seiner Tätigkeit in Kiel sammelte Zorn im Jugendbereich der Hamburg Blue Devils Trainererfahrung und leitete bei den Baltic Hurricanes die Wintertrainingseinheiten. Im Dezember 2018 wurde Zorn als neuer Cheftrainer der Kiel Baltic Hurricanes vorgestellt.